# William Nelthorpe Beauclerk
William Nelthorpe Beauclerk (Louth, Lincolnshire, 7 de abril de 1849-Lima, 5 de marzo de 1908), diplomático británico. Fue ministro plenipotenciario en Perú, Ecuador y Bolivia.

## Biografía
Nació como el hijo mayor de Lord Frederick Charles Beauclerk y Jemina Eleonora Johnstone. Su padre fue el séptimo hijo del 8.º duque de St Albans.
Realizó sus estudios en el Eton College, el Cheltenham College y la Universidad de Cambridge, de la que se graduó de doctor en Derecho (LL.D.).
En 1878 contrajo matrimonio con Jane Isabella Rathborne y, tras la muerte de esta, con Evelyn Amy Hart, en 1892.
Ingresó al servicio diplomático británico en 1873. Fue agregado en Copenhague (1874), tercer secretario en Atenas (1875) y encargado de negocios en Berna (1878) y San Petersburgo (1879). Segundo secretario en 1879, estuvo con tal rango en Roma (1880), Washington D. C. (1887) y en el puesto de encargado de negocios en Berlín (1888-1890). En 1890, fue ascendido a secretario de legación y como tal fue encargado de negocios en Pekín (1892; 1895-1896) y cónsul general en Hungría (1896).
En 1898 fue designado ministro y cónsul general en Perú y Ecuador. Posteriormente, en 1903 fue nombrado con tal cargo para Bolivia. En 1906 fue ascendido a ministro plenipotenciario en Perú, Ecuador y Bolivia.
Falleció en Lima, en 1908.
Había recibido la medalla del Jubileo de la Reina, en 1897, y la medalla de la Coronación del Rey, en 1902.